# Isola di Caprera (traghetto)
L' Isola di Caprera è un traghetto bidirezionale appartenente alla compagnia di navigazione italiana Delcomar.

## Caratteristiche
Con una stazza di 1.300 tonnellate e una velocità massima di 12 nodi, può ospitare fino a 600 passeggeri e trasportare fino 98 auto.
Il traghetto non è dotato delle classiche eliche, ma di un sistema di propulsione denominato Voith Schneider (uno posizionato a prua e uno a poppa), che gli conferisce un'estrema manovrabilità.

## Servizio
Varato il 20 luglio 1985 nei Nuovi Cantieri Apuania di Marina di Carrara con il nome di Isola di Caprera e consegnato alla Tirrenia di Navigazione nel febbraio del 1986, prende servizio a partire dal marzo successivo nel collegamento tra Palau e La Maddalena.
Nel 1988 viene trasferita alla Saremar, continuando ad operare sui collegamenti per l'isola della Maddalena. 
Nel 2006 viene brevemente sostituito sulla Palau-La Maddalena dal Liburna di Toremar.

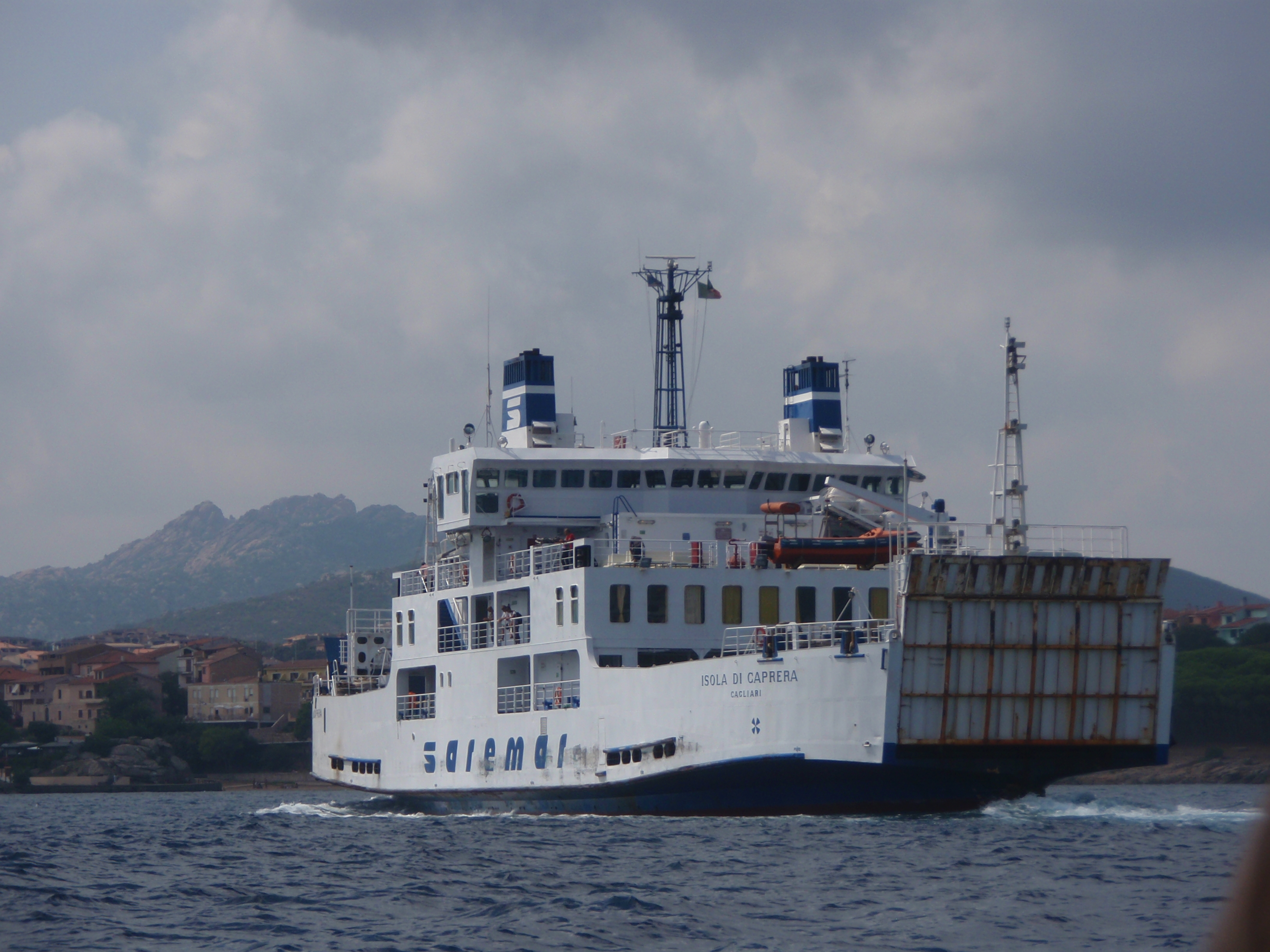
L' Isola di Caprera in navigazione nel 2009.

Nel 2016 viene venduto alla Delcomar e continua ad operare sulla stessa rotta, venendo saltuariamente impiegato anche nei collegamenti  tra Carloforte, Calasetta e Portovesme.
Dal 2022 viene noleggiato nel periodo estivo alla Maddalena Lines.
Da fine 2024 al 7 marzo 2025 opera sulla Portovesme-Carloforte in sostituzione del compagno di flotta Eolo, in cantiere a Genova.  
L'8 marzo torna in linea sulla Palau-La Maddalena

## Navi gemelle
• Isola di Santo Stefano